# Altenhausen (Saksonia-Anhalt)
Altenhausen – miejscowość i gmina w Niemczech, w kraju związkowym Saksonia-Anhalt, w powiecie Börde, należąca do gminy związkowej Flechtingen.
Do 30 czerwca 2007 gmina należała do powiatu Ohre. 1 stycznia 2010 do gminy przyłączono gminy Emden i Ivenrode.

## Geografia
Altenhausen leży ok. 8 km na południe od Flechtingen.